# Tournefortia pauciflora
Tournefortia pauciflora är en strävbladig växtart som beskrevs av Ellsworth Paine Killip och Nowicke. Tournefortia pauciflora ingår i släktet Tournefortia och familjen strävbladiga växter. Inga underarter finns listade i Catalogue of Life.